# Anthelephila roseleri
Anthelephila roseleri is een keversoort uit de familie snoerhalskevers (Anthicidae). De wetenschappelijke naam van de soort is voor het eerst geldig gepubliceerd in 1908 door Pic.